# Íhor Podoltxak
Íhor Volodímirovitx Podoltxak (ucraïnès: Ігор Володимирович Подольчак, transliteració internacional: Ihor Podolchak) (Lviv, URSS, 9 d'abril de 1962) és un cineasta i artista visual ucraïnès. És membre de l'Acadèmia de Cinema d'Ucraïna i cofundador de l'associació artística Masoch.

## Biografia
Íhor Podoltxak va néixer a Lviv, a l'extinta República Socialista Soviètica d'Ucraïna. El 1984 va graduar-se amb matrícula en l'Institut Estatal d'Arts Aplicades i Decoratives de Lviv amb distinció. Un cop acabats els estudis, va servir un any a l'Exèrcit Roig, destinat en les Tropes Frontereres de Polònia.
A continuació, entre 1985 i 1986, va treballar en el fons de la Unió d'Artistes d'Ucraïna, especialitzada en art contemporani. Junt amb Igor Diuritx va crear la Fundació Masoch, una associació d'artistes ucraïnesos. També s'ha especialitzat en disseny gràfic, col·laborant en la retransmissió televisiva de diverses campanyes electorals.
Com a cineasta, ha participat en tres pel·lícules, en les que ha fet tasques de guió, direcció i producció.

## Arts visuals

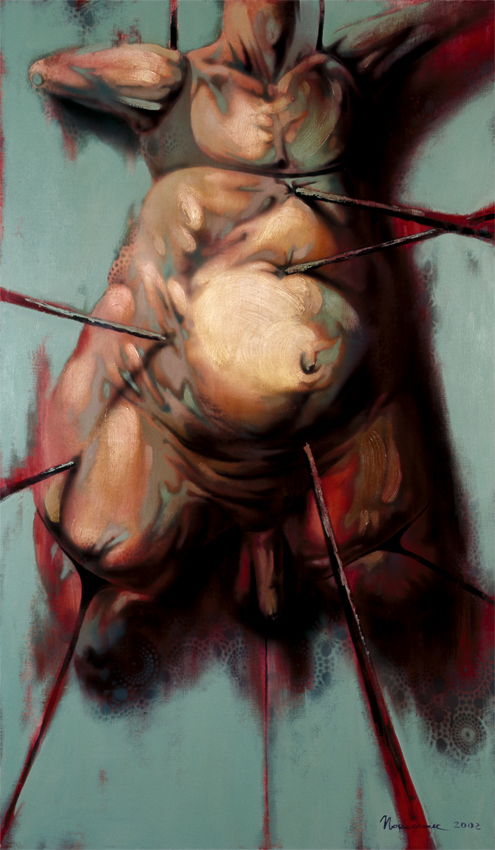
S. S. 2002, acrílic en lona, 75х130 cm.

Podoltxak treballa en gèneres diferents d'art, evolucionant durant la dècada dels noranta de la pintura, impressió i fotografia al videoart i actuacions artístiques.
En el centre de la seva obra és el cos humà, les seves múltiples manifestacions, les relacions amb altres cossos, així com les diferents fases de descomposició. En el desenvolupament artístic del tema de la descomposició i la decadència humana només hi ha dos tipus de matèria, dues formacions definitives de "carn" - la humana i l'arquitectònica. Són els receptacles de totes les energies, les connexions de diversos codis semiòtics: les manifestacions més clarament demostrades de forces regressives. La propensió a les metamorfosis de descomposició revelen i, d'una manera especial, mitologitzen la "corporealitat" d'aquests dos organismes; i la inconstància del punt de vista en les seves relacions amb aquest estat (fluctuacions des de l'al·legoria al thriller) constantment millora la iconografia de l'estètica global de Podoltxak.
El seu llibre sobre Jacob Böhme va ser guardonat amb la medalla de bronze en la Fira del Llibre de Frankfurt. La primera exhibició d'art mai celebrada a l'espai, el 25 de gener de 1993 a l'estació Mir, va comptar amb obres seves. L'art de Podoltxak pot trobar-se en 26 museus i col·leccions públiques arreu del món.

## Cinema
Les pel·lícules de Podoltxak són tractats d'antropologia on la narrativa i la composició tenen un pes molt important, creant un ambient opressiu i angoixant.
2008 - Меніни / Las Meninas
És el seu llargmetratge de debut, que va escriure, dirigir i produir. La première va tenir lloc en el marc del programa oficial del Festival Internacional de Cinema de Rotterdam, el 25 de gener de 2008.
2013 - делірій / Delirium
El guió d'aquesta coproducció amb la República Txeca està basat en la novel·la Inductor, del periodista ucraïnès Dmitri Belianski. Va ser produïda entre 2008 i 2010 i va ser estrenada l'any 2012, durant el 45è Festival Internacional de Cinema de Karlovy Vary, en la secció de pel·lícules d'Europa Central i de l'Est. La crítica va comparar-la amb els treballs d'Alain Robbe-Grillet, Pedro Costa i Nikos Nikolaidis.
2017 - Merry-Go-Round
El primer curtmetratge de Podoltxak és una coproducció amb Polònia que va ser estrenada durant el Festival internacional de Perth, el 9 de juliol de 2017. Va rebre una nominació al millor curt ucraïnès del Festival de Cinema Internacional d'Odessa.